# Bão Doksuri (2017)
Bão Doksuri được biết đến tại Philippines với cái tên Bão Maring, ở Việt Nam là Cơn bão số 10 năm 2017 là một xoáy thuận nhiệt đới rất mạnh đổ bộ vào phía Bắc tỉnh Quảng Bình và nam Hà Tĩnh vào trưa 15/9/2017.

## Lịch sử khí tượng
Một áp thấp nhiệt đới ngoài khơi Philippines, sau khi gây lụt lội ở Luzon nó đi vào biển Đông và mạnh thành bão, cơn bão số 10. Bão số 10 nhanh chóng mạnh lên đến cấp12 - 13 khi tiến sát bờ biển Hà Tĩnh - Quảng Bình. Lúc 10h30 ngày 15/9 bão số 10 đổ bộ vào phía Bắc tỉnh Quảng Bình (gần phía Nam đèo Ngang, thuộc huyện Quảng Trạch và gần mộ đại tướng Võ Nguyên Giáp), ảnh hưởng trực tiếp đến các tỉnh Bắc Trung Bộ, gây gió mạnh cấp 8-11 giật cấp 12-15 gây thiệt hại nặng nề. Hoàn lưu bão rất rộng, gây sóng lớn làm sạt lở đê biển các tỉnh từ Thái Bình đến Quảng Bình. Bão số 10 làm 14 người chết, hàng chục nghìn ngôi nhà, công trình dân sinh bị hư hại nghiêm trọng.
Bão Doksuri là một trong hai cơn bão (cơn trước đó là bão số 2 Talas) đổ bộ vào Bắc Trung Bộ (Thanh Hóa-Quảng Bình) từ sau bão Wutip năm 2013. Quỹ đạo bão được xem là gần như tương tự với bão Lekima năm 2007

## Ảnh hưởng

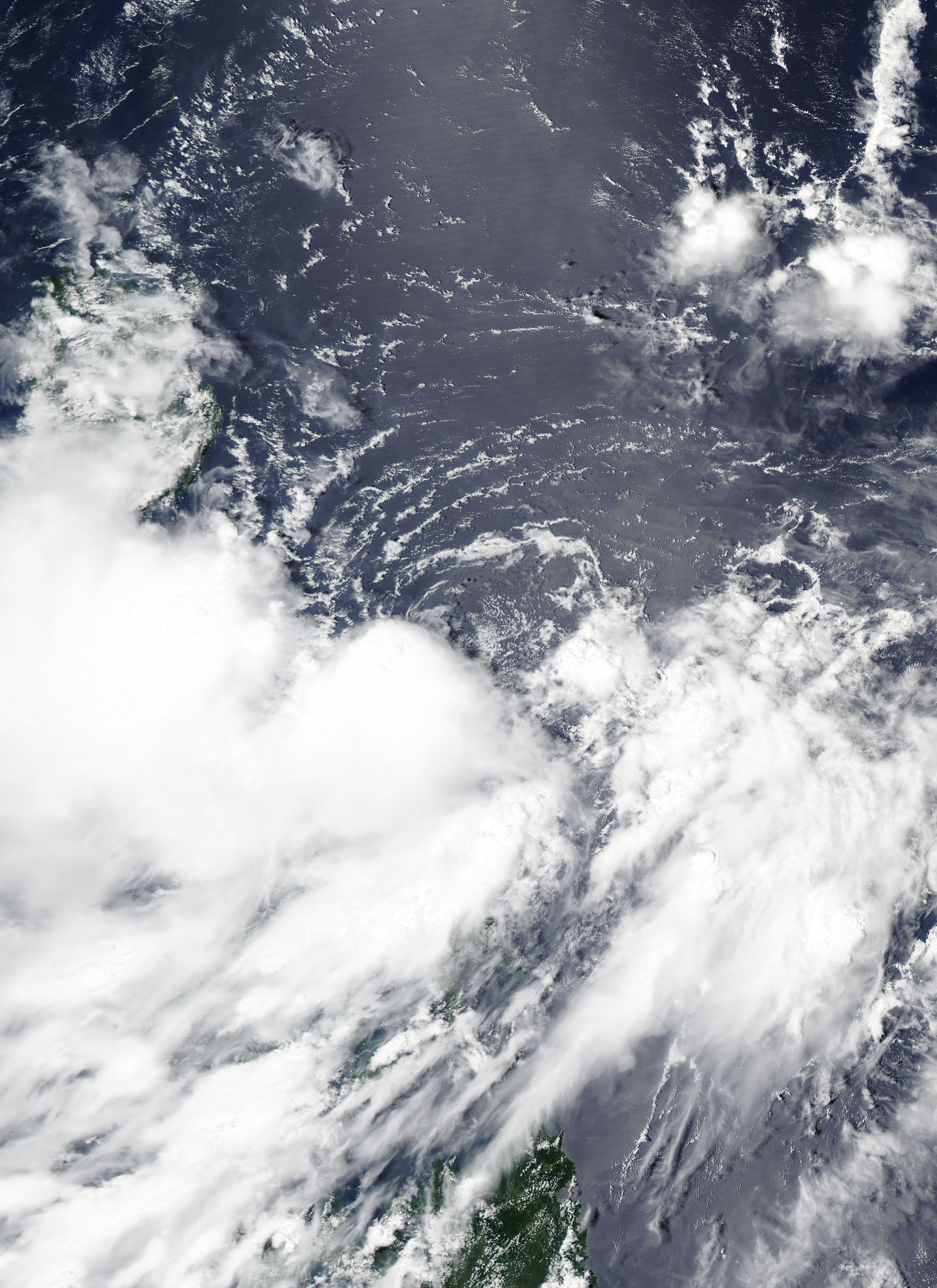
Ấp thấp nhiệt đới Maring 11 tháng 9

| Quốc gia       | Thương vong | Thương vong | Thiệt hại (2017 USD) | Ref   |
| Quốc gia       | Tử vong     | Bị thương   | Thiệt hại (2017 USD) |       |
| -------------- | ----------- | ----------- | -------------------- | ----- |
| Philippines    | 22          | 25          | $5,24 triệu          | [ 1 ] |
| Việt Nam       | 6           | 152         | $809 triệu           | [ 2 ] |
| Mainland China | 0           | 0           | $15,3 triệu          | [ 3 ] |
| Lào            | 1           | 0           | $6,68 triệu          | [ 4 ] |
| Tổng:          | 29          | 177         | $836 triệu           |       |

### Philipines
Doksuri, được gọi là Maring ở Philipines, đã ảnh hưởng đến quần đảo Luzon của Philipines như một cơn bão nhiệt đới. Ngay sau khi PAGASA bắt đầu theo dõi trên hệ thống, họ đã đưa ra Cảnh báo tín hiệu bão số 1 ở phần phía Nam Luzon, bao gồm các tỉnh Camarines Sur và Aurora vào ngày 11 tháng 9. Vài giờ sau, Cảnh báo tín hiệu số 1 được mở rộng về phía tây như Metro Manila, phía bắc là Pangasinan và La Union, trong khi mỗi tỉnh ở Trung Luzon (Vùng III) nằm trong khu vực đó. Hơn nữa, các đơn vị chính quyền địa phương tuyên bố đình chỉ lớp học ở nhiều nơi, đặc biệt là ở khu vực thủ đô và tỉnh Bulacan vào thứ Ba, ngày 12 tháng 9. Các chuyến bay nội địa đã bị hủy bỏ khỏi sân bay quốc tế Ninoy Aquino trong khi các chuyến xe buýt bị hủy bỏ tại khu vực Quezon-Aurora. Sau cơn bão, ngày 13 tháng 9, các quan chức trong Vùng Hành chính Cordillera (CAR) đã cảnh báo người dân không nên làm các hoạt động ngoài trời ở các vùng miền núi, đặc biệt là ở Benguet, vì khả năng sạt lở đất.
Laguna là một trong những tỉnh bị ảnh hưởng nặng nề bởi cơn bão khi thành phố được đặt dưới tình trạng thiên tai sau khi có "quá nhiều lượng mưa" tạo ra lũ quét và sạt lở sâu hơn.  Malacañang đã cung cấp hàng cứu trợ trị giá P650 triệu (trị giá 12,75 triệu đô la Mỹ) cho các nạn nhân trong khi Sở Y tế đã cung cấp P20 triệu (392 nghìn đô la Mỹ) cho các tỉnh từ Thung lũng Cagayan (Vùng II) đến Bicol (Vùng V). Trong tỉnh Quezon, ba chiếc xe buýt và một chiếc xe hơi bị mắc kẹt trên các con phố bị ngập lụt và 25 hành khách trong một chiếc xe buýt đã được giải cứu vào cuối ngày hôm đó. Các quan chức của Quezon đã triển khai các tàu cứu hộ và xe tải quân sự cho các nỗ lực cứu hộ trong khi Sư đoàn 2 Bộ Binh của Quân đội Philippines đã triển khai một đội cứu hộ ở Calabarzon.  Khoảng 1.857 gia đình hoặc 7.549 người đã ở tại 116 trung tâm sơ tán ở Laguna và Quezon.  Ít nhất 2.103 gia đình hoặc 8.794 người bị ảnh hưởng ở 109 barangay ở các vùng Trung Luzon, Metro Manila và Calabarzon. Sở Phúc lợi và Phát triển Xã hội (DSWD) đã phân bổ tổng số tiền 577.8 triệu Peso Philipines (11,34 triệu đô la Mỹ) làm quỹ dự phòng cho các gia đình bị ảnh hưởng trong khi 18.000 gói thực phẩm được đặt trước.
Theo NDRRMC, tổng cộng có tám người chết trong khi thiệt hại thiệt hại khoảng Php267 triệu (5,24 triệu USD), tính đến ngày 19 tháng 9.

### Việt Nam
Thiệt hại chính là ở miền Trung.
Bão gây ra gió rất mạnh từ cấp 8-11 giật cấp 12-15 khi đổ bộ vào Hà Tĩnh- Quảng Bình. Tại Hà Tĩnh và đảo Cồn Cỏ (Quảng Trị) có gió mạnh cấp 10-11 giật cấp 12-15. Tại các nơi khác gần tâm bão ở Quảng Bình, Quảng Trị có gió cấp 7-8 giật cấp 10-13. Các tỉnh khác từ Quảng Ninh đến Đà Nẵng có gió mạnh cấp 6-7 giật cấp 8-9.
Bão gây ra cái chết trực tiếp cho 6 người. Có 3203 căn nhà bị thiệt hại hoàn toàn, 100389 ngôi nhà bị thiệt hại rất nặng và rất nhiều diện tích lúa và hoa màu bị thiệt hại. Tổng thiệt hại ước tính 18402 nghìn tỉ đồng.

##### Hoãn khám sàng lọc chương trình Trái tim cho em
Căn cứ theo Công điện số 03/CĐ-UBND ngày 13/9/2017 của UBND tỉnh Thanh Hóa về việc phòng tránh, ứng phó với cơn bão số 10, đồng thời để đảm bảo an toàn cho người dân trong mưa bão, tránh việc tập trung đông người ở cùng một địa điểm, sau khi trao đổi với các bên liên quan và xem xét, đánh giá tình hình, Quỹ Tấm lòng Việt - Đài Truyền hình Việt Nam đã quyết định tạm dừng việc khám sàng lọc bệnh tim bẩm sinh theo dự kiến diễn ra tại Bệnh viện Nhi Thanh Hóa trong hai ngày 16 và 17/9/2017.

#### Hoãn giải golf Artex Golf Tournament
Theo dự kiến, giải golf Artex Golf Tournament 2017 sẽ diễn ra từ ngày 15/9/2017. Tuy nhiên, do ảnh hưởng của bão, giải đã phải dời ngày thi đấu sang ngày 16/9/2017. Ban tổ chức quyên góp từ golfer Thái Trung Hiếu - quán quân của giải số tiền 100 triệu đồng để ủng hộ người dân chịu thiệt hại trong cơn bão số 10.

#### Thay đổi lịch 8 trận V.league và 2 trận bán kết Cúp Quốc gia lượt đi
Để phòng tránh ảnh hưởng từ bão số 10, VPF và BTC giải đã quyết định thay đổi lịch thi đấu của 8 trận V.League và 2 trận lượt đi vòng bán kết Cúp Quốc gia. 8 trận đấu V-League bị hoãn là trận SHB Đà Nẵng - SLNA(Sông Lam Nghệ An), FLC Thanh Hóa - Quảng Nam (vòng 18), Quảng Nam - Hải Phòng, Than Quảng Ninh - SHB Đà Nẵng, B. Bình Dương – SLNA (vòng 19), Quảng Nam – B. Bình Dương, SLNA - Sài Gòn FC, TP.HCM - SHB Đà Nẵng (vòng 20). 2 trận đấu bị hoãn của giải Cúp Quốc gia là trận SHB Đà Nẵng - Becamex Bình Dương và Sông Lam Nghệ An - Quảng Nam.